# Айкарди, Джорджо Маттео
Джорджо Маттео Айкарди (итал. Giorgio Matteo Aicardi; 18 сентября 1891, Финалборго, Савона — 30 декабря 1984, Генуя, Лигурия) — итальянский рисовальщик и живописец, мастер фресковых росписей, рекламного плаката и реставратор живописи.

## Биография
Джорджо Маттео Айкарди родился в Финалборго (провинция Савона), Италия, и был восьмым из девяти детей Джузеппе Айкарди и Франчески Муцио. Вскоре его семья переехала из Финалборго в Вольтри, а затем в Геную.
Айкарди учился в «Лигурийской академии изящных искусств» (Accademia Ligustica di Belle Arti) в Генуе (Лигурия). Во время учёбы в Академии он посещал студию Джузеппе Пеннасилико, самого известного неаполитанского художника того времени, который поощрял своего ученика рисовать «на пленэре».
В 1906 году Айкарди в возрасте пятнадцати лет написал свою первую фреску с изображением Святой Терезы (моделью была его сестра Эрнеста), которую до сих пор можно увидеть в куполе Базилики Сан-Бьяджо в его родном Финалборго. Накануне своего двадцатилетия Айкарди выиграл сначала трёхлетнюю стипендию Лигурийской академии (Pensione Triennale), а затем пятилетнюю стипендию (Pensionato Quinquenale of Rome), позволившую ему жить и работать во Флоренции и Риме. Он изучал искусство старых мастеров, а затем много писал картин и фресок в разных городах Италии. Продолжал рисовать и писать обнажённую натуру, натюрморты, морские пейзажи, портреты и рекламные плакаты. В то же время Айкарди начал свою деятельность в качестве экспонента; он провел несколько выставок, которые проходили в Италии и за рубежом.
В 1938 году Айкарди был избран профессором Лигурийской академии, а затем академий в Бари и Риме.
В 1950 году Айкарди принял участие в выставке «Lavoro umano» в бывшем Королевском дворце в Генуе и выиграл первую премию за картину «Труды детства» (Il lavoro nell’infanzia), которую приобрело правительство Италии.
Айкарди любил музыку, обучался и умел играть на скрипке, гитаре и фортепиано. До глубокой старости занимался спортом: боксом и подводным плаванием. «Божественную комедию» Данте он перевёл на генуэзский диалект. В последние годы Айкарди посвятил много времени написанию мемуаров.
Скончался 30 декабря 1984 года в Генуе. В 1986 году в его родном Финалборго прошла посмертная выставка картин Айкарди.